# Nagia ecclesiastica
Nagia ecclesiastica là một loài bướm đêm trong họ Noctuidae.